# Governo Janša II
Janez Janša è stato per la seconda volta Primo Ministro della Slovenia dal 10 febbraio 2012 al 20 marzo 2013. Il Governo Janša II comprende il Primo Ministro, 11 ministri e 1 ministro senza portafoglio.
- Composizione
  - Partito Democratico Sloveno (SDS)
  - Lista Civica Virant (LGV). Nel 2013 lascia la coalizione di governo
  - Partito Democratico dei Pensionati della Slovenia (DeSUS). Nel 2013 lascia la coalizione di governo
  - Partito Popolare Sloveno (SLS). Nel 2013 lascia la coalizione di governo
  - Nuova Slovenia - Partito Popolare Cristiano (NSi)

## Primo Ministro
- Janez Janša (SDS)

## Ministeri senza portafoglio

### Relazioni fra la Repubblica di Slovenia e la Comunità Nazionale Slovena Autoctona nelle Nazioni Vicine, e fra la Repubblica di Slovenia e gli Sloveni all'Estero
- Ljudmila Novak (NSi)

## Ministeri

### Lavoro, Famiglia e Affari Sociali
- Andrej Vizjak (SDS)

### Finanze
- Janez Šušteršič (LGV) fino al 31 gennaio 2013
- Janez Janša (SDS) dal 1º febbraio 2013

### Sviluppo Economico e Tecnologia
- Radovan Žerjav (SLS)

### Agricoltura e Ambiente
- Franc Bogovič (SLS)

### Interno
- Vinko Gorenak (SDS)

### Difesa
- Aleš Hojs (NSi)

### Infrastrutture e Pianificazione Territoriale
- Zvonko Černač (SDS)

### Giustizia e Pubblica Amministrazione
- Senko Pličanič (LGV) fino al 31 gennaio 2013
- Zvonko Černač (SDS) dal 1º febbraio 2013

### Istruzione, Scienza, Cultura e Sport
- Žiga Turk (SDS)

### Salute
- Tomaž Gantar (DeSUS)

### Affari Esteri
- Karl Erjavec (DeSUS)